# Rerir Montes
I Rerir Montes sono una formazione geologica sulla superficie di Titano.
Prendono il nome dal monte Rerir, appartenente all'universo immaginario di Arda, creato dallo scrittore J. R. R. Tolkien.